# Рајачке пивнице
Рајачке пивнице или пимнице налазе се недалеко од истоименог села, на брежуљку званом Бели брег, поред Тимока. Комплекс је заштићено непокретно културно добро као просторна културно-историјска целина од изузетног значаја у Србији.
Рајачке пивнице, заједно са Рогљевачким пивницама, су кандидат на упис на листу Светске баштине Унеска.

## Изглед комплекса
Представљају јединствен архитектонски комплекс винских подрума-кућа настао од половине 18. до тридесетих година 20. века. Kомплекс чини 270 пивница око централног трга са чесмом. Грађене су од тесаног камена и брвана, зидова често дебелих 60cm и делимично укопаних у земљу како би температура била стабилна током године, а на спрату су просторије за боравак у доба бербе и неговања вина. Грађевине су покривене ћерамидом.
Kуће су ушорене и повезане кривудавим сокацима. Имају два наспрамна улаза или прозора кроз који се постављао дрвени олук – гурма за сипање грожђа у кацу. У пивницама се одвијао цео процес производње вина, па се зато и каже да су то куће у којима је одувек становало вино.